# Jagdstaffel 5

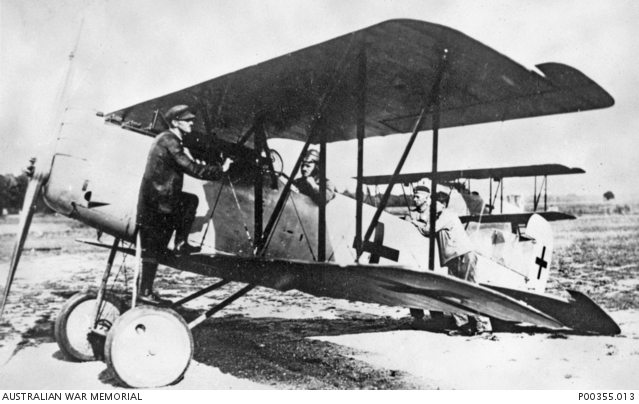
Pfalz D. XII

La Jagdstaffel 5 (in tedesco: Königlich Preußische Jagdstaffel Nr 5, abbreviato in Jasta 5) fu una squadriglia (staffel) da caccia della componente aerea del Deutsches Heer, l'esercito dell'Impero tedesco, durante la prima guerra mondiale (1914-1918).

## Storia

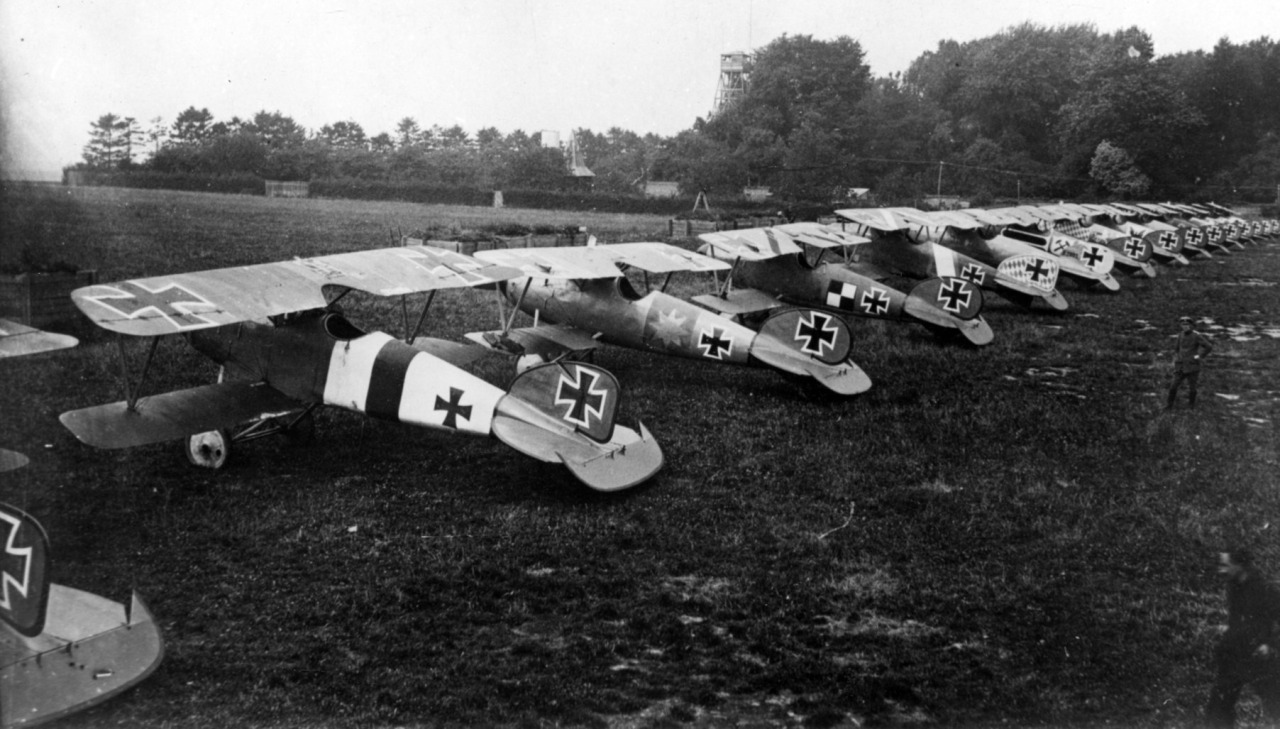
Albatros D.V della Jasta 5

La Jagdstaffel 5 venne fondata il 21 agosto 1916 dalla riorganizzazione del Kampfeinsitzerkommando (KEK) Avillers al comando dell'Oberleutnant Hans Berr. Basata inizialmente a Bechamp nel settore della 5ª Armata, il 29 settembre fu assegnata alla 1ª armata. Equipaggiata inizialmente con Fokker E.III, fu dotata successivamente di nuovi aerei come l'Halberstadt D.II e l'Albatros D.II, progressivamente sostituiti nel corso del 1917 con i più moderni Albatros D.III e Albatros D.V. Dopo la morte di Berr nel 1917, il comando passò all'Hauptmann Hans von Hünerbein proveniente dalla Jagdstaffel 8 fino al 4 maggio 1917 quando morì pilotando un Siemens-Schuckert D.I. Il nuovo Staffelführer (comandante) divenne il Leutnant Kurt Schneider.
In questo periodo la Jagdstaffel 5 si mosse a Gonnelieu vicino a Cambrai e quindi ancora a Boistrancourt Suererie, dove rimase a supporto della 2ª Armata dall'11 marzo 1917 al 21 marzo 1918. Essa operò con triplani Fokker Dr.I e quindi, nel 1918, con Fokker D.VII.
Schneider fu ferito il 5 giugno 1917 quindi il comando della squadriglia fu assunto dall'Oberleutnant Richard Flasher proveniente dal Kampfgeschwader Nr. 2, che lo tenne fino al 18 maggio 1918. Successivamente il comando fu assunto dal Leutnant Wilhem Lehmann che lo mantenne fino alla sua morte avvenuta in combattimento il 26 giugno 1918.
L'ultimo comandante fu l'Oberleutnant Otto Schmidt proveniente dalla Jagdstaffel 29.
Nel marzo 1918, la Jasta 5 divenne parte dello Jagdgruppe 2, assieme alla Jagdstaffel 46 sempre a supporto della 2ª Armata, al comando di Flasher.
Nel successivo mese di agosto si unirono allo Jagdgruppe 2 le Jagdstaffeln 34 e 37 e il comando passò ad Otto Schmidt.
Dal mese di luglio 1918 la Jasta operò con alcuni Pfalz D.XII.
Il reparto si spostò successivamente su campi di Cappy, Moislains, Nurlu, Neuville e Escarmains durante l'estate e l'autunno del 1918, finendo la guerra a Villers-sire-Nicole.
Alla fine della prima guerra mondiale, i piloti della Jasta 5 avevano ottenuto 251 vittorie, il terzo totale più alto tra tutte e Jagdstaffel, lamentando la perdita di 19 piloti uccisi in azione, 2 catturati, tre uccisi e un ferito in incidenti e 8 feriti in azione. Un pilota si salvò grazie al paracadute.

## Lista dei comandanti della Jagdstaffel 5
Di seguito vengono riportati i nomi dei piloti che si succedettero al comando della Jagdstaffel 5.
| Grado        | Nome               | Periodo                            |
| ------------ | ------------------ | ---------------------------------- |
| Oberleutnant | Hans Berr          | 21 agosto 1916 - 2 gennaio 1917    |
| Leutnant     | Ludwig Dornheim    | 2 gennaio 1917 - 5 febbraio 1917   |
| Oberleutnant | Hans Berr          | 5 febbraio 1917 - 6 aprile 1917    |
| Hauptmann    | Hans von Hünerbein | 7 aprile 1917 - 4 maggio 1917      |
| Leutnant     | Kurt Schneider     | 6 maggio 1917 - 5 giugno 1917      |
| Oberleutnant | Richard Flashar    | 10 giugno 1917 - 31 dicembre 1917  |
| Leutnant     | Wilhelm Lehmann    | 31 dicembre 1917 - 14 gennaio 1918 |
| Oberleutnant | Richard Flashar    | 14 gennaio 1918 - 12 maggio 1918   |
| Leutnant     | Wilhelm Lehmann    | 12 maggio 1918 - 26 giugno 1918    |
| Oberleutnant | Otto Schmidt       | 3 luglio 1918 - 11 novembre 1918   |

## Basi utilizzate dalla Jagdstaffel 5
- Bechamp: 21 agosto 1916 – 25 settembre 1916
- Bellevue Ferme: 26 settembre 1916 – 29 settembre 1916
- Gonnelieu: 30 settembre 1916 – 10 marzo 1917
- Boistrancourt: 11 marzo 1917 – 25 marzo 1918
- Lieramont: 25 marzo 1918 – 23 aprile 1918
- Cappy-sur-Somme: 23 aprile 1918 – 27 luglio 1918
- Moislains: 27 luglio 1918 – 24 agosto 1918
- Nurlu: 24 agosto 1918 – 30 settembre 1918
- Neuville: 30 settembre 1918 – 7 ottobre 1918
- Escarmain: 7 ottobre 1918 – 10 ottobre 1918
- Villers-Sire-Nicole: 10 ottobre 1918 – 11 novembre 1918

## Lista degli assi che hanno prestato servizio nella Jagdstaffel 5
Di seguito vengono elencati i nomi dei piloti che hanno prestato servizio nella Jagdstaffel 5 con il numero di vittorie conseguite durante il servizio nella squadriglia e riportando tra parentesi il numero di vittorie aeree totali conseguite.
| Asso                | Vittorie |
| ------------------- | -------- |
| Fritz Rumey         | 45       |
| Otto Könnecke       | 33 (35)  |
| Josef Mai           | 30       |
| Heinrich Gontermann | 17 (39)  |
| Edmund Nathanael    | 15       |
| Kurt Schneider      | 15       |
| Renatus Theiller    | 10 (11)  |
| Otto Schmidt        | 9 (19)   |
| Hans Berr           | 8 (10)   |
| Hans Müller         | 8 (9)    |
| Karl Treiber        | 7        |
| Werner Voss         | 6 (48)   |
| Rudolf Matthaei     | 6 (10)   |
| Paul Bäumer         | 3 (43)   |
| Hermann Göring      | 0 (22)   |

## Lista degli aerei utilizzati dalla Jagdstaffel 5
- Fokker E.III
- Halberstadt D.II
- Albatros D.II
- Albatros D.III
- Albatros D.V
- Pfalz D.III
- Fokker Dr.I
- Fokker D.VII
- Pfalz D.XII

## Galleria d'immagini

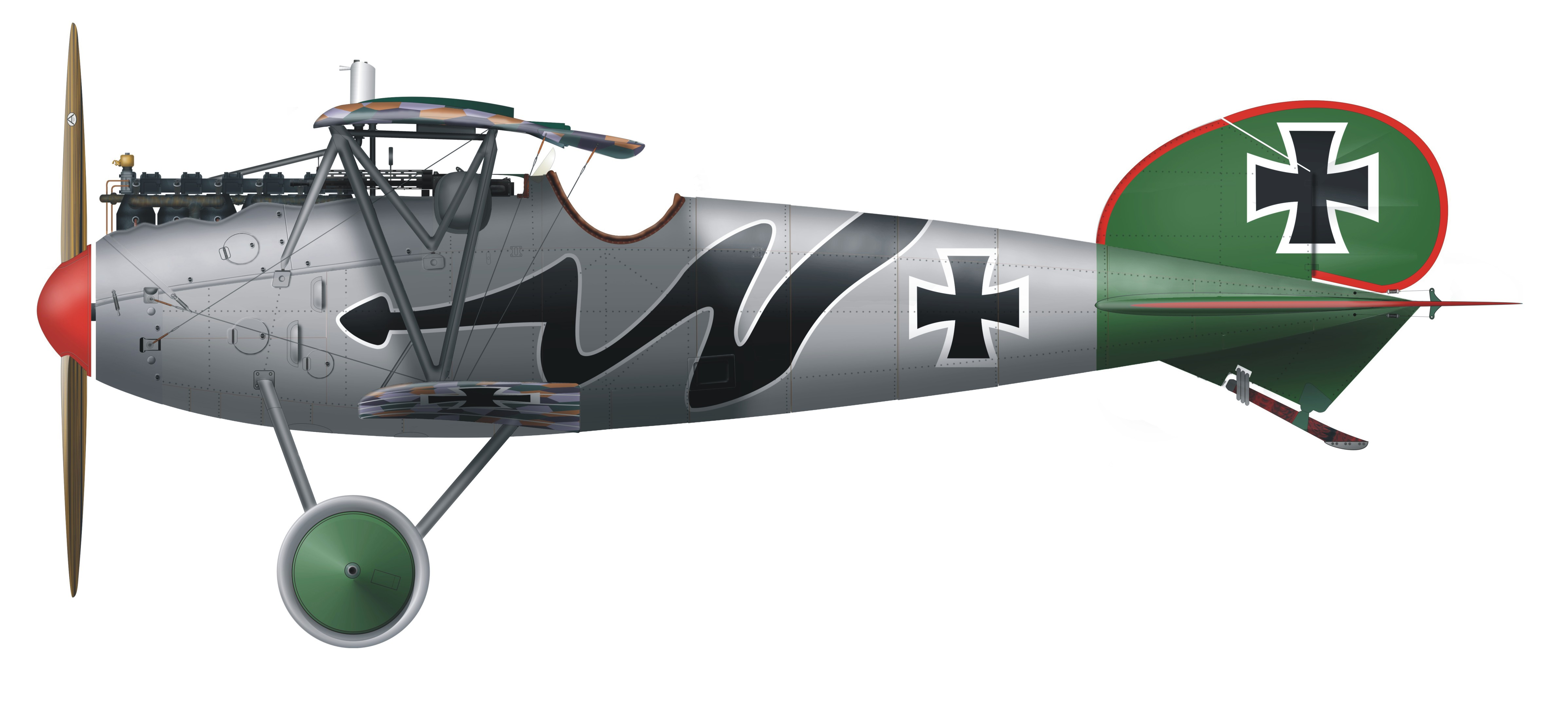
Albatros D.Va del tenente Hans von Hippel con i colori della Jasta 5.
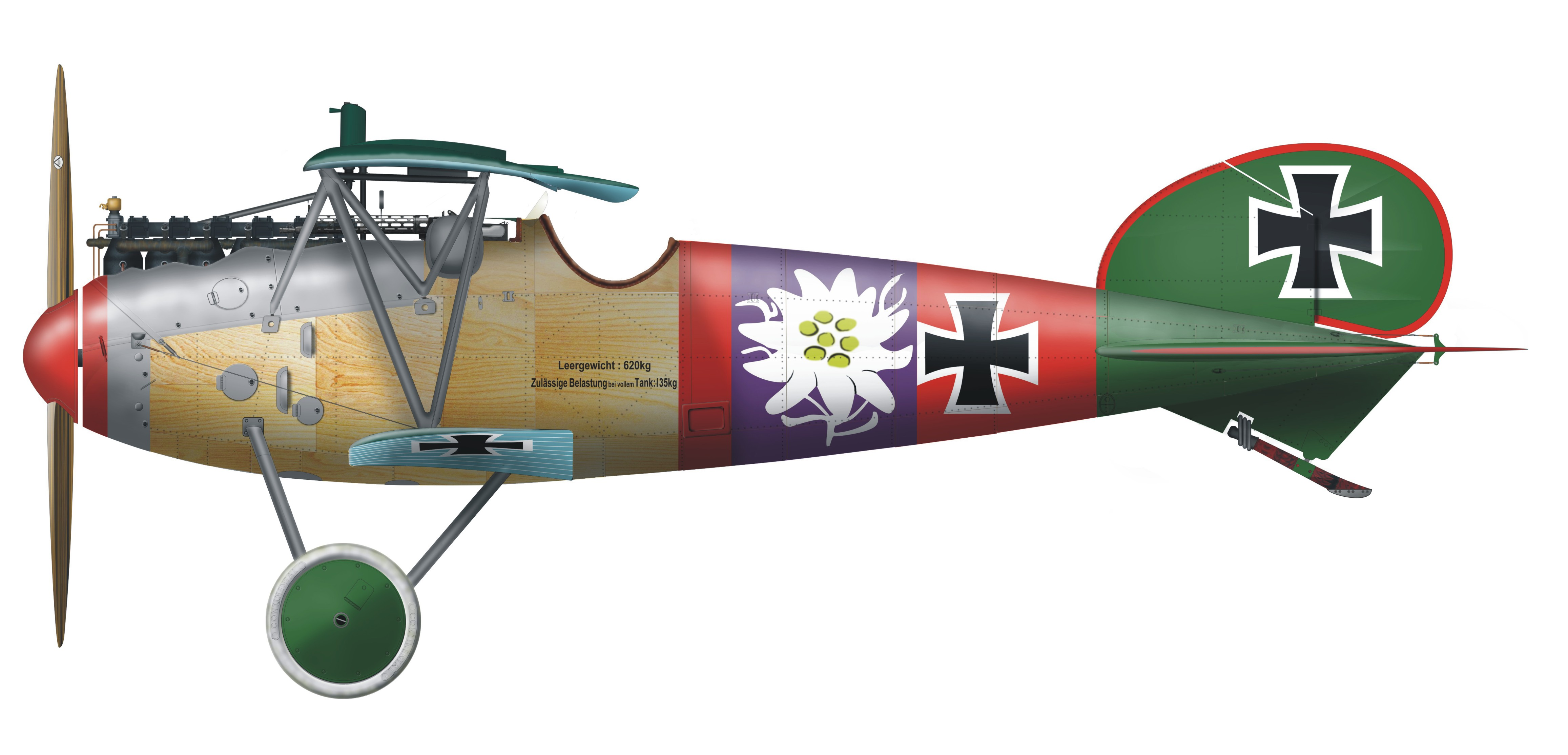
Albatros D.V del tenente Wilhelm Lehmann con i colori della Jasta 5.
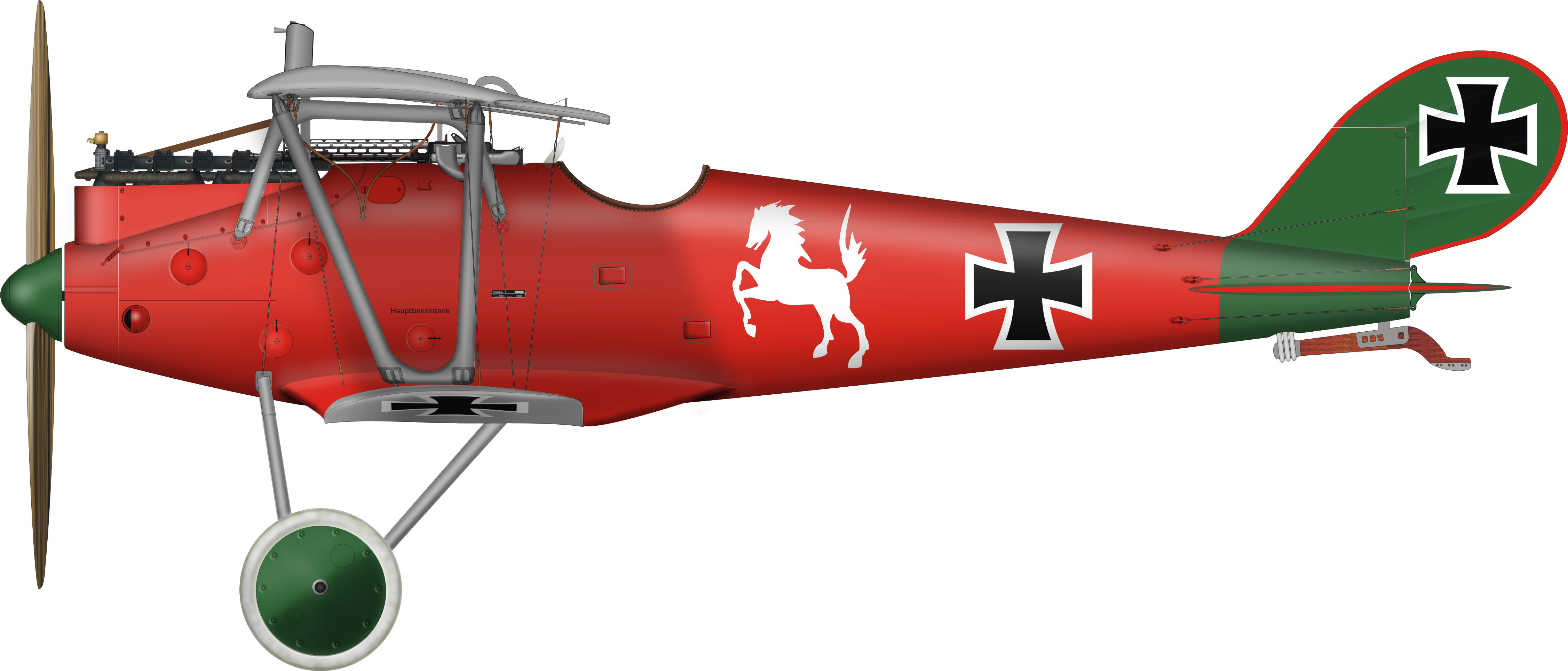
Pfalz D.IIIa con i colori della Jasta 5.